# SWATHE
SWATHE' (['sweɪð] «Суэ́йт» — «покос», бэкроним от Smart Weapon Anti-Armour Thorn-Hunting Engineering) — британская опытная противотанковая управляемая ракета воздушного базирования ближнего радиуса действия с кластерными поражающими элементами, разработанная Hunting Engineering совместно с Thorn EMI Electronics в первой половине 1990-х гг. Заказчиком выступали Королевские военно-воздушные силы Великобритании, кроме того разрабатывался экспортный вариант для Армии США, как аналог и потенциальная замена американской противотанковой ракеты «Хэллфайр». О начале разработки было объявлено в ходе открытия международной выставки вооружений и военной техники в Фарнборо 5 сентября 1992 года. На вооружение не принималась, серийно не производилась. До прекращения проекта в сентябре 1993 года, по словам официальных лиц компании Thorn EMI, в него были вложены «значительные инвестиции».

## Назначение
В ходе операции «Буря в пустыне» на завершающем этапе войны в Персидском заливе в 1991 году, контингент сил международной коалиции столкнулся с сухопутными войсками Ирака, укомплектованными большим количеством танков и другой бронетехники, главным образом, советского и китайского производства. В этих условиях, имеющегося управляемого вооружения на борту коалиционных средств воздушного нападения, задействованных в операции, было недостаточно для поражения большого количества наземных групповых целей, а неуправляемое вооружение не обеспечивало требуемой эффективности поражения одиночных маневрирующих целей на удалённом расстоянии. В целом, конфликт выявил зависимость КВВС от своевременного обеспечения американскими кластерными бомбами, что в боевой обстановке отрицательно сказывалось на способности британской авиации действовать против скоплений бронетехники противника. Для решения проблемы борьбы с танковыми армадами сухопутного противника было необходимо оружие, обеспечивающее эффективное поражение групповых целей и точность при стрельбе по одиночным целям при своей относительной дешевизне. Поскольку, в качестве основного средства борьбы с танками противника на поле боя военными теоретиками НАТО рассматривалась авиация поддержки сухопутных войск, предпочтение отдавалось образцам вооружения класса «воздух—земля». «Суэйт» инкорпорировала в себя наработки двух других образцов вооружения (BL755 и MLRS) и предлагалась потенциальным заказчикам как дешёвое и эффективное оружие, готовое к постановке на вооружение в кратчайшие сроки, поскольку планер (оболочка ракеты) уже давно состоял на вооружении как авиабомба, а вложенные кластеры проходили завершающий этап испытаний. Как заявили представители Thorn EMI на пресс-конференции в Фарнборо, по состоянию на сентябрь 1992 года программа разработки и испытаний кластеров уже была выполнена более чем на две трети — на 70%, — с их слов, ориентировочный срок постановки «Суэйт» на вооружение находился в пределах нескольких лет, а серийное производство, при существующих ведомственных бюрократических процедурах принятия перспективных образцов вооружения, можно было начинать уже с середины 1990-х гг. Что немаловажно, проект удовлетворял не только запросам КВВС, но и требованиям Королевского казначейства в части экономии бюджетных средств, — ракетами «Суэйт» мог оснащаться любой штурмовик или ударный вертолёт из уже состоящих на вооружении без каких-либо дополнительных технических преобразований и сопряжённых расходов, то есть, существующие системы управления бортовым ракетно-бомбовым вооружением обеспечивали беспрепятственную интеграцию «Суэйт» в имеющийся арсенал.

## Описание
«Суэйт» представляет собой трёхступенчатый многосоставной высокоточный боеприпас и ракетой называется условно (в силу управляемости вложенных поражающих элементов). Корпус ракеты, по сути, является модифицированной кластерной бомбой BL755 — носителем кластеров, разработанных в рамках третьего этапа совместной американо-британской программы реактивной системы залпового огня нового поколения MLRS. После отцепки с внешних точек подвески летательного аппарата-носителя ракета летит по нисходящей баллистической траектории до точки разделения, где оболочка её корпуса разлетается в стороны, высвобождая четыре кластера, внешне представляющие собой миниатюрные крылатые ракеты, оперение которых автоматически расправляется, после чего они набирают высоту и летят в режиме поиска цели, сканируя поверхность земли вмонтированными радиолокаторами на предмет наличия целей типа «танк» или «бронированная боевая машина». Обнаружив цель, кластер заходит на неё методом пикирования и, достигнув терминального участка траектории, отстреливает в направлении цели боевую часть — поражающий элемент с кумулятивным зарядом взрывчатого вещества, прожигающий броню цели кумулятивной струёй и вызывающий взрыв в результате создания запредельного избыточного давления внутри защищённого бронёй пространства.

## Разработка
Разработка противотанковой ракеты «Суэйт» велась в рамках программы работ по выполнению тактико-технического задания SR(A) 1238 (Short-Range Anti-Armour — «противотанковое [оружие] ближнего радиуса действия») параллельно со стартовавшим несколькими годами ранее проектом ракеты «Сворм» тех же разработчиков. Ракета имела разделяющуюся оболочку, несущую в себе суббоеприпасы с индивидуальной системой наведения на маршевом и конечном участке траектории (TGSM), оснащённые радиолокационными головками самонаведения, работающими в миллиметровом диапазоне по контрасту цели на фоне окружающей местности. В сентябре 1993 года, через неделю после отмены проекта КВВС, компании-разработчики переориентировались на доработку ракеты под требования Армии США, но заинтересовать американских заказчиков не удалось и проект был свёрнут окончательно.

## Дальнейшее развитие задела
В 1996 году консорциумом Thomson-Thorn была разработана усовершенствованная модификация «Суэйт» под названием «Тоус» (англ. TAAWS, бэкр. от The Advanced Anti-Armour Weapon), которая реализовала в себе те же конструктивные решения в сочетании с новыми кластерами и активной радиолокационной головкой самонаведения, работающей в трёхмиллиметровом диапазоне. Указанный образец был предложен вниманию командования КВВС в свете новой программы их перевооружения перспективными авиационными комплексами противотанкового ракетного вооружения (англ. air-launched anti-armour weapon), по условиям которой выбор подрядчиков происходил на конкурсной основе, победа в конкурсе сулила Thomson-Thorn заказ ракет на £800 млн.

## Оценки
Экс-командующий Южного воздушного командования Военно-воздушных сил Индии маршал авиации в отставке Бхарат Кумар ставит «Суэйт» в один ряд с такими кластерными боеприпасами как американская CBU-97 и российская РБК-500.